# Spoiler Alarm
Spoiler Alarm (Originaltitel: Spoiler Alert) ist eine Tragikomödie von Michael Showalter, die im Dezember 2022 in die US-Kinos und am 4. Mai 2023 in die deutschen Kinos kam. Der Film basiert auf den gleichnamigen Memoiren von Michael Ausiello.

## Handlung
Als der Antialkoholiker Michael Ausiello von einem Kollegen in eine Schwulenbar geschleppt wird, lernt er den attraktiven Kit und dessen beste Freundin Nina kennen. Kit arbeitet als Fotograf und besitzt keinen Fernseher, weshalb er auch nicht das Auto aus der Serie Knight Rider kennt, von der ihm Michael erzählt. Auch sonst sind die beiden Männer ziemlich unterschiedlich. Michael, der als Kind dick war, fühlt sich in seinem Körper unwohl, während  Kit wegen seiner athletischen Figur im Fitnessstudio seine Verehrer hat.
Trotz ihrer Unterschiedlichkeit verlieben sich die beiden ineinander und beginnen eine glückliche Beziehung. Doch schon bald wird bei Kit Krebs diagnostiziert.

## Biografisches
Der Film basiert auf den Memoiren von Michael Ausiello mit dem Titel Spoiler Alert: The Hero Dies, die 2017 bei Atria Books veröffentlicht wurden. Es handelt sich um eine Biografie über seinen verstorbenen Ehemann Kit Cowan, der 2015 an Krebs verstarb.

## Produktion

### Drehbuch und Regie
Ausiellos Buch wurde von David Marshall Grant und Dan Savage für den Film adaptiert. Savage, der als Journalist und Autor tätig ist, erlangte in den USA durch seine Sexualratgeberkolumne Savage Love, die wöchentlich in mehreren Zeitungen erscheint, landesweite Bekanntheit. Er ist offen homosexuell und in der US-amerikanischen Lesben- und Schwulenbewegung aktiv. Grant ist eigentlich Schauspieler und war in den 1990er und 2000er Jahren immer wieder in verschiedenen Fernsehserien in Gast- und Nebenrollen zu sehen.
Grant und Savage kürzten den Titel des Buches auf Spoiler Alert und zeigen in der Eröffnungsszene einen gesund aussehenden, aber verstörten Michael in einem Krankenhausbett, der liebevoll einem kranken Kit gegenübersteht. In einem Voice-Over sagt Michael dem Zuschauer „So sollte unsere Geschichte nicht enden“, worauf der Film Szenen aus ihrem gemeinsamen Leben zeigt.
Regie führte Michael Showalter. Die Macher des Films lassen den TV-Junkie Michael, dessen Einblick in menschliches Verhalten hauptsächlich aus der Fiktion stammt, ständig von der Realität in eine imaginäre TV-Show wechseln, in der Saxophone und Lachen aus der Konserve erklingen.

### Besetzung und Dreharbeiten
Jim Parsons und Ben Aldridge spielen in den Hauptrollen Michael Ausiello und Kit Cowan. Drehbuchautor Grant spielt den Therapeuten des Paares. Nikki M. James spielt Kits beste Freundin Nina, Sally Field und Bill Irwin seine Eltern Marilyn und Bob. Sadie Scott spielt Kits  Mitbewohnerin Kirby. In weiteren Rollen sind Antoni Porowski und Jeffery Self zu sehen.
Die Dreharbeiten fanden in New York statt und wurden im Dezember 2021 beendet. Als Kameramann fungierte, wie bei The Big Sick, Brian Burgoyne.

### Filmmusik, Marketing und Veröffentlichung
Die Filmmusik komponierte, wie bereits bei Showalters Filmen The Big Sick und The Eyes of Tammy Faye, Brian H. Kim. Das Soundtrack-Album mit insgesamt 14 Musikstücken wurde am 9. Dezember 2022 von Back Lot Music als Download veröffentlicht.
Der erste Trailer wurde Ende September 2022 veröffentlicht. Am 2. Dezember 2022 kam der Film in ausgewählte US-Kinos und soll dort am 16. Dezember 2022 landesweit starten. Der Kinostart in Deutschland erfolgte am 4. Mai 2023.

## Rezeption

### Altersfreigabe und Kritiken
In den USA wurde der Film von der MPAA als PG-13 eingestuft. In Deutschland wurde der Film von der FSK ab 12 Jahren freigegeben.
Von den bei Rotten Tomatoes aufgeführten Kritiken sind 87 Prozent positiv. Bei Metacritic verzeichnet Spoiler Alarm einen Metascore von 61 Prozent.

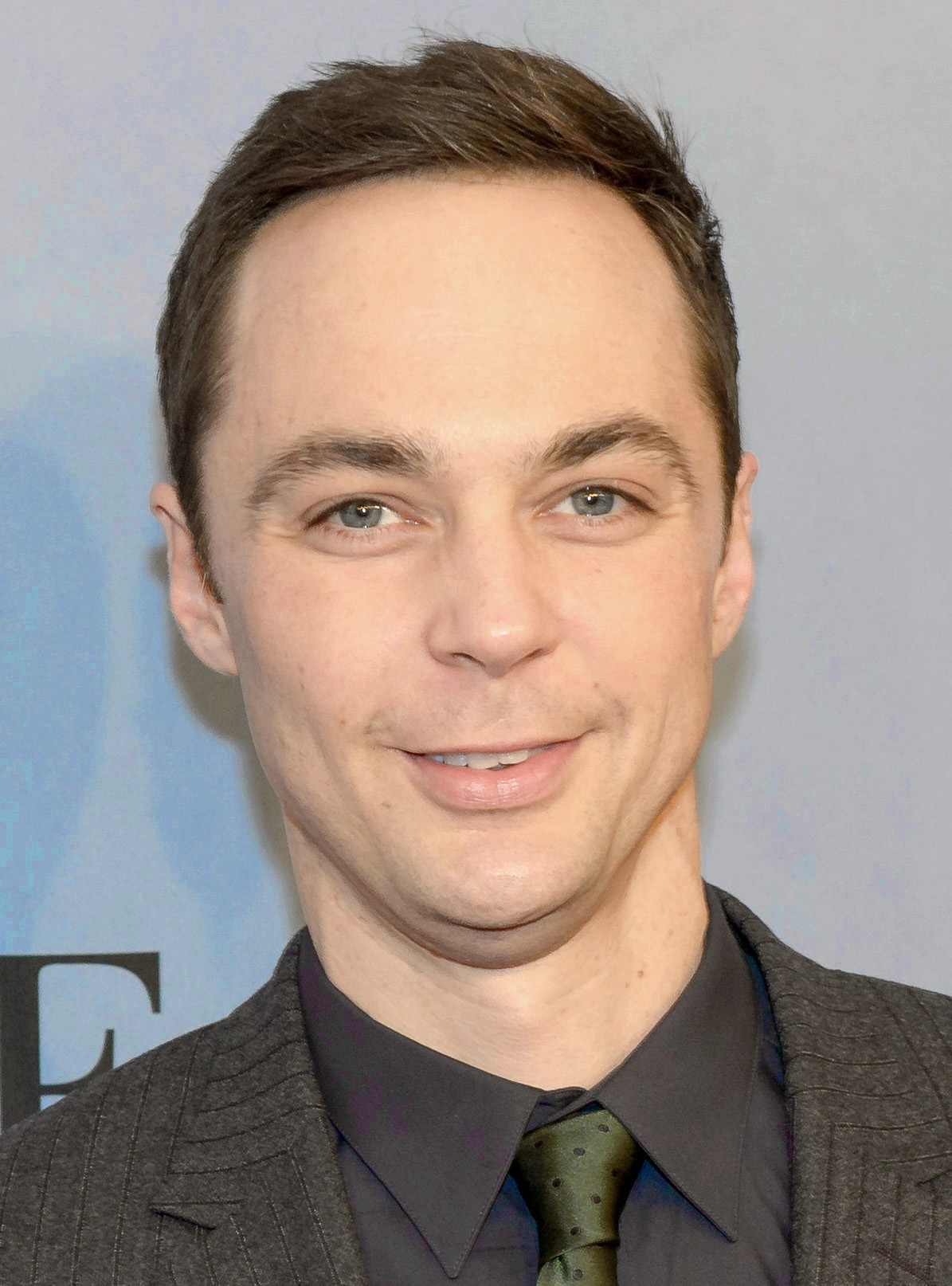
Jim Parsons, bekannt aus The Big Bang Theory, spielt Michael Ausiello

Peter Debruge von Variety erklärt in seiner Kritik, während Michael Ausiellos Memoiren Spoiler Alert bereits in ihrem Untertitel / in ihrer Tagline „The Hero Dies“ (engl. für „Der Held stirbt“) verraten, was mit dem Partner des Erzählers / Michaels Partner am Ende geschieht, halte der Film diese Information in seinem Titel zurück, und auch nach dem Sehen der dem Film vorangestellten Eröffnungsszene wisse man nur, dass Kit im Krankenhaus landet, und der Zuschauer könne auf seine Genesung hoffen. Ein großer Moment des Films sei das Gespräch, in dem beide Männer über ihre Ängste sprechen, nachdem Michael Kit endlich in seine Wohnung gelassen hat. Rührend sei auch die Szene, in der Kit seine Krebsdiagnose erhält. Dennoch funktioniere zu viel vom Film leider einfach nicht, denn auch wenn Jim Parsons schon öfter Geeks spielte, scheint er Debruge als eine Fehlbesetzung. Er sehe älter aus als Ausiello heute, und es gebe ein seltsames Problem mit der Beleuchtung, bei der jeder, besonders aber Parsons, unter Schichten von schlechtem Make-up begraben zu sein scheint.

### Auszeichnungen
Artios Awards 2023
- Nominierung für das Beste Casting in einem Independent- oder Studiofilm – Filmkomödie (Avy Kaufman)[14]

Music Supervisors Guild Awards 2023
- Nominierung für die Beste Musik-Supervision eines Films mit einem Budget von maximal 25 Millionen US-Dollar (Natalie Hayden & Garrett McElver)[15]

The Queerties 2022
- Nominierung als Next Big Thing[16]